# باول هيمبل
باول هيمبل (بالألمانية: Paul Hempel)‏ هو منافس ألعاب قوى ألماني، ولد في 30 يونيو 1890 في برلين في ألمانيا، وتوفي بنفس المكان في 27 يناير 1950.

## وصلات خارجية
- باول هيمبل على موقع أوليمبيديا (الإنجليزية)